# گونتر کریتس
گونتر کریتس (آلمانی: Günther Kriz؛ زادهٔ ۱۲ اکتبر ۱۹۴۰) دوچرخه‌سوار اهل اتریش است. وی در بازی‌های المپیک تابستانی ۱۹۶۰ شرکت کرده است.